# Zbigniew Stonoga
Zbigniew Ryszard Stonoga (ur. 17 października 1974 w Ozimku) – polski przedsiębiorca, przestępca, wideobloger i działacz polityczny, sygnalista odpowiedzialny za publikację akt śledztwa w sprawie afery podsłuchowej w Polsce (2014).

## Życiorys
Ukończył technikum elektromechaniczne, z wykształcenia jest technikiem elektronikiem. Deklarował, że studiował prawo na Wydziale Prawa i Administracji Uniwersytetu Warszawskiego, lecz studiów tych nie ukończył, jednak administracja UW zaprzeczyła, jakoby Zbigniew Stonoga był kiedykolwiek studentem tej uczelni. Twierdził również, że uzyskał tytuł inżyniera na uczelni w Opolu.
W 2006 roku został skazany na 3,5 roku, a w 2015 roku na 1 rok bezwzględnego pozbawienia wolności.
W lutym 2015 roku założył tabloid „Gazeta Stonoga”.
W 2016 roku sąd w Pruszkowie uznał biznesmena za winnego pomówienia prokuratora. Skazał go na 10 miesięcy ograniczenia wolności z obowiązkiem wykonywania nieodpłatnej, kontrolowanej pracy na cele społeczne w wymiarze 40 godzin miesięcznie, a także nakazał mu wypłacenie nawiązki na rzecz pokrzywdzonego w wysokości 20 tys. zł oraz przeprosiny.
W tym samym roku został prawomocnie skazany przez Sąd Rejonowy Warszawa Praga-Północ na rok bezwzględnego więzienia za oszustwo przy sprzedaży samochodu marki Lexus w 2009 roku. Wnoszone przez niego odwołania zostały rozpatrzone przez sąd na jego niekorzyść. W lutym 2017 roku miał stawić się w zakładzie karnym do odbycia wyroku, czego nie zrobił. Wystawiono za nim list gończy. Media poinformowały wówczas, że Zbigniew Stonoga miał wyjechać do Monte Carlo.
7 maja 2017 roku nad ranem został zatrzymany, po czym osadzony w Areszcie Śledczym Warszawa-Białołęka. Kilka dni przed zatrzymaniem opublikował na portalu społecznościowym film, w którym przedstawił obawy o bezpieczeństwo swoje oraz własnej rodziny. W 30-minutowym nagraniu przypomniał także wszystkie osoby, którym w poprzednich latach udzielił pomocy, m.in. finansowej. Ponadto przekonywał, że to pracownik jego firmy przywłaszczył samochód, a on sam jest niewinny. Stwierdził, że ściganie jego osoby, to działanie organów państwowych powiązane z ujawnieniem przez niego akt tzw. afery podsłuchowej. Podkreślił, że w grudniu 2011 roku sąd rejonowy uznał, iż nie popełnił on w tej sprawie ani kradzieży, ani wyłudzenia.
7 lutego 2018 roku Sąd Okręgowy w Warszawie zobowiązał Zbigniewa Stonogę m.in. do przeproszenia Jarosława Gowina za insynuacje dotyczące wnuka wicepremiera.
W roku 2018 przedłużono jego aresztowanie, w związku z postawieniem nowych zarzutów.
6 marca 2019 roku stanął przed Sądem Okręgowym w Krakowie wraz ze swoją żoną, synem oraz sześcioma pozostałymi oskarżonymi o spowodowanie strat w spółce Viamot sięgających 42 mln złotych w postaci środków pieniężnych i nieruchomości. W sprawie uczestniczyli także oskarżyciele posiłkowi, m.in. firmy Autospectrum, Iveco Poland, Serpol, PGE Obrót oraz Marszałek Województwa Małopolskiego. 25 marca 2025 roku Stonoga został uznany winnym działania na szkodę Viamotu i wymierzono mu nieprawomocnie karę 4,5 roku więzienia, 50 tys. zł grzywny i 10-letniego zakazu zajmowana stanowisk w spółkach handlowych.
W 2020 roku został prawomocnie skazany na 8 tys. zł grzywny i 10 tys. zł nawiązki na rzecz Wielkiej Orkiestry Świątecznej Pomocy za pomówienie Jarosława Gwizdaka i Sądu Rejonowego Katowice-Zachód.
W październiku 2020 roku wyjechał do Norwegii, gdzie wystąpił o azyl polityczny. 1 grudnia 2020 roku został wydany za nim Europejski nakaz aresztowania. 8 stycznia 2021 roku został zatrzymany w Holandii. 9 czerwca 2021 roku postawiono mu zarzut wyłudzenia nieruchomości wartych 5,5 mln zł.

### Działalność polityczna
Działał w Samoobronie RP. Był asystentem oraz doradcą posłów Wandy Łyżwińskiej, Danuty Hojarskiej i Kazimierza Wójcika oraz senatora Sławomira Izdebskiego. Według doniesień mediów i Piotra Tymochowicza, z którym współpracował, doradzał także Andrzejowi Lepperowi, który jednak temu zaprzeczał.
W sierpniu 2014 roku przystąpił do Kongresu Nowej Prawicy. Po czterech miesiącach wystąpił z tej partii, ogłaszając zamiar budowy formacji Stonoga Partia Polska.
W styczniu 2015 roku ogłosił wycofanie się z działalności politycznej i zrezygnował ze startu w wyborach prezydenckich w 2015 (jednocześnie popierając kandydaturę Janusza Korwin-Mikkego) i wycofując wniosek o rejestrację SPP.
W maju 2015 roku poparł w II turze wyborów Andrzeja Dudę i ponownie zdecydował się powołać SPP. Kongres założycielski partii odbył się 27 czerwca, w tworzenie SPP zaangażował się m.in. poseł Jarosław Gromadzki. Partia została zarejestrowana we wrześniu, a do wyborów parlamentarnych przystąpiła jako KWW Zbigniewa Stonogi (rejestrując listy w części okręgów wyborczych), nie odnosząc sukcesu. Z dniem 1 listopada 2015 SPP przestała istnieć.
W wyborach parlamentarnych w 2023 roku zapowiedział start do Sejmu w okręgu nr 23 z ramienia skupionej wokół Pawła Tanajno partii Polska Liberalna–Strajk Przedsiębiorców, która jednak nie zarejestrowała list w tym okręgu.

### Afera podsłuchowa

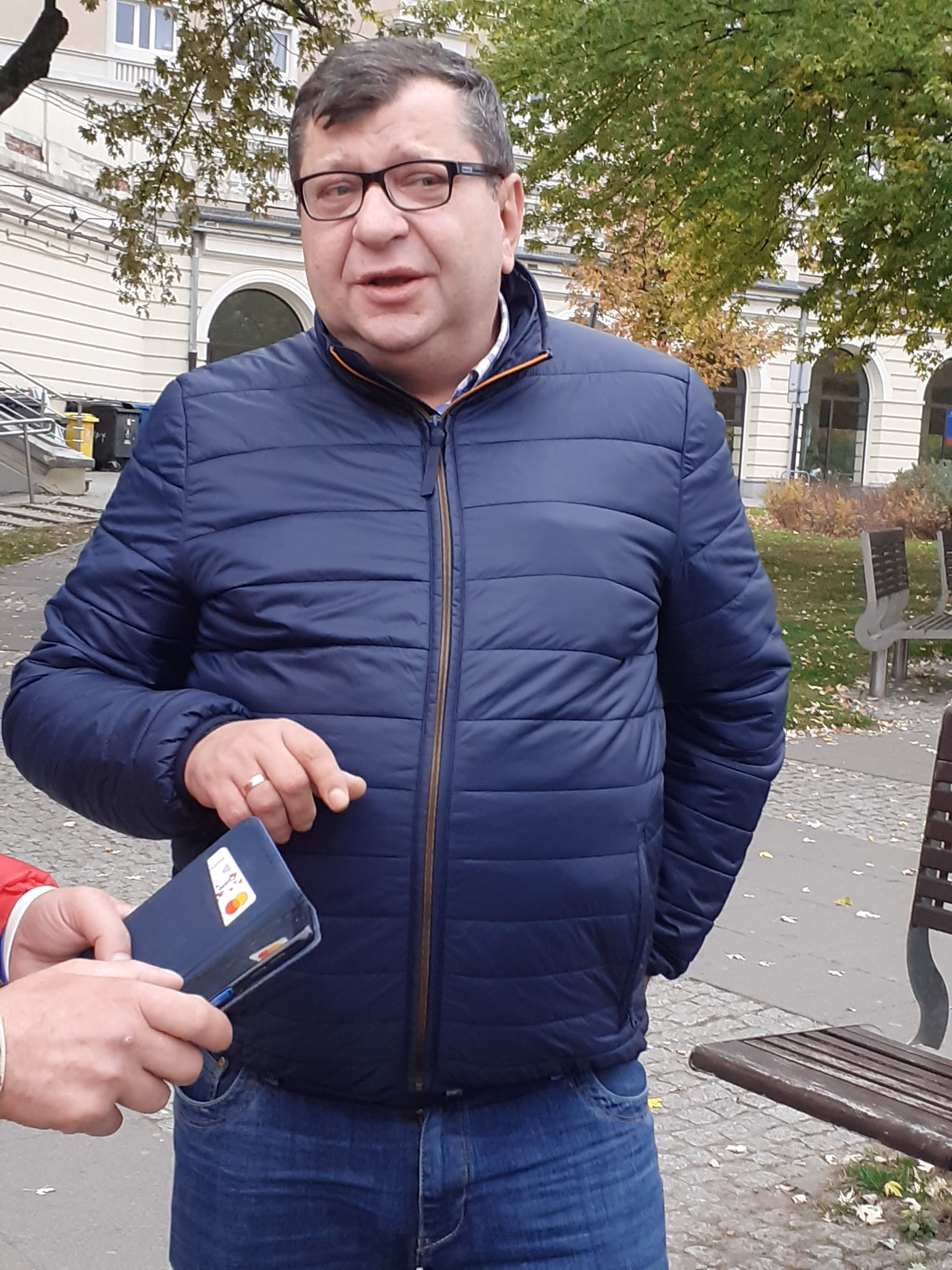
Zbigniew Stonoga w Warszawie (2022)

W dniach 8 i 9 czerwca 2015 roku Stonoga opublikował na Facebooku ponad 3 tysiące fotokopii akt z postępowania w sprawie afery podsłuchowej. W internecie znalazły się zeznania świadków i wyjaśnienia podejrzanych, dowody w śledztwie (w tym fotografie sprzętu podsłuchowego), a także dane osobowe, adresy i numery PESEL osób publicznych i niepublicznych. Zgodę na wykonywanie fotokopii akt miało co najmniej kilka osób, w tym podejrzani oraz poszkodowani, a także pracownicy prokuratury i ABW.

21 stycznia 2017 roku w wywiadzie dla Agnieszki Gozdyry w programie Skandaliści w telewizji Polsat News powiedział, że akta z postępowania dostał od Jacka Kurskiego. Zgodnie z umową Zbigniew Stonoga miał je upublicznić, nie zdradzając swojego źródła i poprzeć Andrzeja Dudę w wyborach prezydenckich w 2015 roku, a w zamian zostałby ułaskawiony poprzez zatarcie skazań, co umożliwiłoby mu między innymi kandydaturę w wyborach parlamentarnych. Po programie opublikował na Facebooku nagranie, które, jak twierdził, było jego rozmową z asystentką posła PiS Adama Kwiatkowskiego. Rozmówczyni mówi na tym nagraniu: 

Pan poseł jest teraz w szpitalu, upoważnił mnie do przekazania informacji, że sytuacja wygląda tak: wszystkie ustalenia pomiędzy panem a panem Andrzejem Dudą pozostają aktualne. Proszę poprzeć pana Andrzeja w wyborach i zostanie pan ułaskawiony, tak jak się panowie umawialiście. Pana prośba o ułaskawienie zostanie rozpatrzona w trybie prezydenckim.

### Działalność społeczna
Zbigniew Stonoga wspomagał policję w działaniach śledczych. W 2016 roku doprowadził do aresztowania pedofila, którym okazał się ratownik medyczny. Równocześnie monitorował działania służb, na przykład nagłaśniając sprawę rzekomego nadużycia władzy przez policjantów podczas zatrzymania dwóch mężczyzn w Prudniku i wzywając miejscową komendę policji do złożenia wyjaśnień.
Prowadził również działalność charytatywną, w ramach której m.in. zorganizował koncert charytatywny w Poznaniu w 2017 roku, by pomóc choremu w śpiączce, zorganizował w grudniu 2016 roku zbiórkę pieniędzy dla niepełnosprawnego mieszkańca Zabrza, a także zorganizował zbiórkę pieniędzy dla chorej na raka mieszkanki Nowego Dworu Gdańskiego. Przy czym prokuratura prowadziła przeciwko Stonodze postępowania w sprawie oszustw podczas prowadzenia działalności charytatywnej na kwotę ponad 900 tys. zł.

### Odwołania w kulturze
Zbigniew Stonoga jest aktywnym użytkownikiem mediów społecznościowych. Jego publikacje stanowią inspirację dla twórców działających w ramach kultury remiksu. Szczególnie często przerabiane jest jego spontaniczne i emocjonalne przemówienie z 25 października 2015 roku, w którym dawał wyraz dezaprobaty wobec wyniku wyborczego swojego komitetu w 2015 roku. Wydał w 2022 roku wraz z Cypisem minialbum „Złodzieje, bandyci i hipokryci”. Jego głos został wykorzystany w utworze Maty Patoreakcja.